# Bernard Bacquié
Pour les articles homonymes, voir Bacquié.
Œuvres principales
- Pierre-Georges Latécoère
- Fortunes de sable
- Envols vers l'inconnu (avec J. Sarrail)
- Guillaumet le passeur

Bernard Bacquié, né le 6 novembre 1945 à Toulouse, est un historien de l’aviation, un romancier et un conférencier français. Il s'est spécialisé dans l'histoire des lignes Latécoère et de l’Aéropostale. Il a également travaillé sur l’histoire des avions Leduc en aidant le pilote d’essai Jean Sarrail à publier son autobiographie. Bernard Bacquié a mené une carrière professionnelle dans l’aéronautique, comme pilote de ligne et instructeur pilote de ligne au sein de plusieurs compagnies aériennes, et comme créateur d’une école de pilotes.

## Biographie
Bernard Bacquié naît le 6 novembre 1945 à Toulouse.
Dans sa jeunesse, il est champion des Pyrénées de sprint, vice-champion et recordman de France de relais 4 x 100 mètres junior en 1962 et 1963[réf. souhaitée].
Diplômé de l’ENAC en 1968, il entre à la compagnie Air France en 1971. Il est pilote à Royal Air Maroc de 1971 à 1973. Il crée l’école des pilotes de la RAM en 1972. Il est pilote chez Air Burundi en 1976, de la Caravelle présidentielle. Il est nommé commandant de bord à Air France, en 1987, et instructeur de pilotes de ligne en 1989. Il vole en Fokker 27 (ligne postale de nuit) en 1987, sur Caravelle en 1971, en Boeing 707 en 1978, sur Boeing 747 en 1982, sur Boeing 777 en 1999, et realise deux vols en Concorde en 2003.
Il crée un mini-parc de loisirs automobiles à Balma, au bord de Toulouse.
Il est PDG de Malibu Grand Prix Europe. Dans ce cadre, il gère une coentreprise avec l’entreprise californienne propriétaire du concept.
À partir de 2000, il entreprend la remise en état d'un biplan Bücker Bü 131 Jungmann de collection.
Parti à la retraite fin 2005, il met à profit ses compétences professionnelles et ses connaissances techniques et historiques pour rédiger de nombreux articles spécialisés dans toutes sortes de revues.
À partir de 2008, il donne des conférences, en France et à l’étranger : en 2015, pour les quarante ans de la Marche verte, à Tarfaya-cap Juby ; en 2016, à Buenos Aires, pour les cent ans de la Fuerza Aérea Argentina. Il soutient le Raid Latécoère par des conférences et des prestations médiatiques.
En 2019, il est  intronisé en tant que maître ès-Jeux de l’Académie des Jeux Floraux (tenue pour la plus ancienne société littéraire d’Europe[réf. nécessaire]) ; il rejoint la « Fédération nationale des Joinvillais », à la demande de cette association des anciens du Bataillon de Joinville. Il donne une conférence en espagnol pour célébrer les cent ans de la ligne Latécoère-Aéropostale, à la demande de l’Université d'Alicante.

## Publications

### Ouvrages
- Systèmes autonomes de bord, INFRA, 1973.
- Aérotechnique du Pilote privé, NFRA, 1976.

- Bernard Bacquié, Pierre Georges Latécoère : l'entrepreneur de la ligne, vol. 1, Latécoère, impr. 2007 (ISBN 978-2-9528853-1-7 et 2-9528853-1-1, OCLC 470777562)

- Bernard Bacquié, L'Amérique & l'aéropostale, Latécoère, 2007 (ISBN 978-2-9528853-2-4 et 2-9528853-2-X, OCLC 211533444).
- Un destin austral, la saga d’un mécano de Saint-Exupéry devenu chauffeur d’Eva Perón, roman, Éditions Latérales, 2009.  (ISBN 978-2-9534507-0-5)
- Fortunes de sable. Aviateurs de l’Aéropostale en Afrique saharienne, roman, préface de Diane Tell, Éditions Latérales, 2010.  (ISBN 978-2-9534507-1-2)
- Les Hommes de la Légende, graphiste Laurent Abad, Éditions Latérales, 2011.  (ISBN 978-2-9534507-2-9)
- (Avec Jean Sarrail) Envols vers l'inconnu - Jean Sarrail jusqu'au bout pilote d'essais des Leduc, Éditions Latérales, 2012.  (ISBN 978-2-9534507-3-6)
- Un pilote austral, A. de Saint-Exupéry [2],[3], Éditions Latérales, 2013.  (ISBN 978-2-9534507-4-3)
- Des héros sans importance du Bomber Command et de la résistance toulousaine, Éditions Latérales, 2014.  (ISBN 978-2-9534507-5-0)
- Saint-Ex au Maroc [4],[5], préface de Chakib Benmoussa, ambassadeur du Maroc en France, et de François d'Agay, neveu et filleul d'Antoine de Saint-Exupéry, Éditions Latérales, 2015.  (ISBN 978-2-9534507-6-7)
- Mermoz, ses vols, la vérité, Éditions Latérales, 2016.  (ISBN 978-2-9534507-7-4). Prix Latécoère 2017 de l'Académie des Jeux Floraux
- Guillaumet le passeur, Air France transatlantique, Éditions Latérales, 2017.  (ISBN 978-2-9534507-8-1)
- Saint-Exupéry, ses combats, Éditions Latérales, 2018.  (ISBN 978-2-9534507-9-8)
- Dieudonné Costes, le héros oublié, Éditions Latérales, 2019.  (ISBN 978-2-9567132-0-3)
- (Avec René Angel) Deley et Vachet, piliers de la Ligne, Éditions Latérales, 2020.  (ISBN 978-2-9567132-1-0)
- Maurice Noguès vers l’Asie avec la nuit, Éditions Latérales, 2021.
- (avec Louis Bassères) Latécoère Bouilloux-Lafont Duel sur tapis vert, Éditions Latérales, 2022.
- Vedel le rebelle. De Daurat à Dora, une vie d’exception, Éditions Latérales, 2024.

### Sélection d'articles
- Turbulences au vent d'Espagne, Aviasport, décembre 2001.
- Le Chevalier d'Orgeix, cavalier du ciel, Aviasport, juin 2002.
- Adieu, dieu du Mach, Aviasport, juin 2003.
- Deux éjections… pour le même pilote, Aviasport, décembre 2003.
- La passion de Jésus, Des Ailes & des Hommes, septembre 2005.
- Pierre Clostermann nous reçoit, Des Ailes & des Hommes, septembre 2005.
- Gosh ! That's Oshkosh !, Aviasport, octobre 2005.
- Le dernier sorcier, Aviasport, février 2008.
- (Avec Jean-Marie Urlacher), Bücker Bü 131 Jungmann F-AZUL, l'espagnol, Info-Pilote, février 2008.
- Le bonheur n'était pas dans le pré, Aviasport, février 2011.
- « Alfred Lacaze et la tragédie du Ville de Saigon », in Icare, Revue de l’aviation française, no 258, septembre 2021.
- « Gaston Vedel le rebelle », in Icare, Revue de l’aviation française no 268, mars 2024.
- Contribution au numéro spécial de la revue « Les Trésors de la littérature » consacré à Antoine de Saint-Exupéry, no 23, avril-mai-juin 2024.

## Reconnaissance

### Décoration
Bernard Bacquié est titulaire de la médaille de l'Aéronautique.

### Prix
Bernard Bacquié a reçu en 2017 le prix Latécoère de l’Académie des Jeux floraux pour son livre Mermoz, ses vols, la vérité. Dans son Rapport sur les concours de prose française, lu en séance publique le 3 mai 2017, Maître Pierre Bouyssou, secrétaire aux assemblées de l’Académie, a motivé ce prix :
« M. Bernard Bacquié, grand pilote, déjà couronné pour son ouvrage sur l’histoire des lignes Latécoère a consacré deux volumes à Saint-Exupéry et, maintenant, un ouvrage exhaustif à Jean Mermoz. C’est le livre que l’on attendait, faisant le point sur divers aspects ou moments de la vie du pilote, grâce à la compilation d’archives en France, au Maroc, en Argentine. Son apport original vient de l’exploitation, pour la première fois, du carnet de vol de Mermoz, oublié dans les réserves du Musée de l’Air. Nul ne pouvait mieux réussir un tel ouvrage que Bernard Bacquié : pilote, il a pu avec autorité aborder les problèmes techniques que Jean Mermoz a dû affronter ; écrivain, il a su, en même temps, traiter avec aisance et rendre abordable pour le profane les difficultés hors-normes de l’aviateur et faire revivre, sous forme d’un dialogue, l’épopée de celui qui fut et reste un héros national. Enfin, éditeur, il nous offre le fruit de ses recherches dans une présentation séduisante, avec une très importante iconographie. M. Bacquié contribue ainsi à entretenir la flamme de ce pilote d’exception, véritable icône nationale entre les deux guerres, soucieux de maintenir la France au premier rang. L’Académie est heureuse de couronner ce très beau livre en lui attribuant un prix de circonstance : le prix Latécoère. »